# Haidmühle (Neustadt an der Weinstraße)
Haidmühle ist ein Gemeindeteil der kreisfreien Stadt Neustadt an der Weinstraße in Rheinland-Pfalz. Der Name stammt von der dort gelegenen ehemaligen Mühle, die in der Literatur auch Heidmühle oder Heydtmühle geschrieben wird.

## Geographische Lage
Die Haidmühle mit der Anschrift Haidmühle 1 liegt östlich der Stadt am Speyerbach, der unmittelbar südlich vorbeifließt, auf einer Höhe von 127 m ü. NHN. Unmittelbar südwestlich erstreckt sich das Stadtviertel Branchweiler.

## Gebäude
Bei der Haidmühle handelt es sich um eine Dreiflügelanlage, die aus einem Krüppelwalmdachbau und einer Scheune besteht.

## Mühlenbetrieb
Die Ursprünge einer Mühle an dieser Stelle reichen vermutlich bis ins 9. Jahrhundert zurück. Namensgebend waren die ausgedehnten, mit Heidekräutern durchsetzten Wiesen südöstlich der Mühle. Eigner war im Mittelalter der Herrenhof in der angrenzenden Gemeinde Mußbach. 1754 wurde am Tor und an einem Mauerstein die Jahreszahl vermerkt, möglicherweise im Zusammenhang mit Neubaumaßnahmen. Der heutige Mühlenbau stammt aus dem 18. Jahrhundert und wurde nach einem Brand von 1912 zweigeschossig wieder hergestellt. Die Mühlen- und Lagertechnik wurde im 20. Jahrhundert erneuert und erweitert. 1972 stellten die Mühlenbesitzer den Mahlbetrieb ein.

## Gemeindeteil
Die Stadt erbaute in der Nähe in den 1920er/1930er Jahren eine Kläranlage mit einem Hauptsammler an der Haidmühle. Von 1942 bis 1945 war die Mühle Lager für sogenannte Ostarbeiter, die in der Zeit des Nationalsozialismus meist Zwangsarbeit verrichten mussten. In der zweiten Hälfte des 20. Jahrhunderts wurde die Haidmühle namensgebend für die westlich benachbarte Sportanlage des Fußballvereins VfL Neustadt, das Stadion an der Haidmühle. Direkt nordwestlich der Sportanlagen liegt die von 1949 bis 1973 betriebene Hausmülldeponie Neustadt-Haidmühle mit einer hügelartigen Erhebung, die nach der Schließung renaturiert wurde.